# الأرض (فلم)
الأرض هو فيلم مصري درامي من إنتاج سنة 1970 من إخراج يوسف شاهين، عن رواية الكاتب المصري عبد الرحمن الشرقاوي، ويعتبر أحد أهم أفلام السينما المصرية. وفي احتفالية مئوية السينما المصرية عام 1996 تم تصنيفه في المركز الثاني ضمن أفضل 100 فيلم في تاريخ السينما المصرية في استفتاء النقاد.

## شخصيات الفيلم
- محمود المليجي..بدور (محمد أبو سويلم)
- عزت العلايلي..بدور (عبد الهادي)
- نجوى إبراهيم..بدور (وصيفة)
- يحيى شاهين..بدور (الشيخ حسونة)
- توفيق الدقن..بدور (الشيخ شعبان مجذوب القرية)
- حمدي أحمد..بدور (محمد أفندي)
- صلاح السعدني..بدور (علوان)
- عبد الوارث عسر..بدور (عمدة القرية)
- علي الشريف بدور (دياب)
- فاطمة عمارة
- عبد المحسن سليم
- عبد الرحمن الخميسي بدور (الشيخ يوسف)
- محمد السقا

## فريق العمل
- إخراج :يوسف شاهين
- إنتاج : المؤسسة المصرية العامة للسينما
- قصة :عبد الرحمن الشرقاوي
- سيناريو وحوار : حسن فؤاد
- مونتاج : رشيدة عبد السلام
- موسيقى تصويرية :علي إسماعيل وعزف أوركسترا القاهرة السيمفوني
- تصوير : محمود بكر

## قصة الفيلم
تدور أحداث الفيلم في إحدى القرى المصرية قريه رمله الأنجب عام 1933 يفاجأ أهلها بقرار حكومي بتقليل نوبة الري إلى 5 أيام بدلا من 10 أيام فيبلغ العمدة الفلاحين أن نوبة الرى أصبحت مناصفة مع أراضي محمود بك الإقطاعى، فيجتمع رجال القرية للتشاور ويتفقوا على تقديم عريضة للحكومة من خلال محمد أفندي ومحمود بك لكنه يستغل الموقف وتوقيعاتهم لينشأ طريق لسرايته من خلال أرضهم الزراعية، ولكن يثور الفلاحون - وعلى رأسهم محمد أبو سويلم - دفاعاً عن أرضهم ويلقوا الحديد في المياه، فترسل الحكومة قوات الهجانة لتسيطر على القرية بإعلان حظر التجوال، ويتم انتزاع الأراضي منهم بالقوة، ويتصدى محمد أبو سويلم لقوات الأمن وبتم سحله على الأرض وهو يحاول التشبث بالجذور

## الجوائز
تم ترشيح الفيلم لنيل جائزة السعفة الذهبية لمهرجان كان السينمائي

## رأي النقاد
الناقد السينمائي حسن الحداد:

أربعة وعشرون عاماً مضت، على العرض الأول لفيلم (الأرض - 1970)، رائعة المخرج الكبير «يوسف شاهين».. هذا الفيـلم الذي يعتـبر من أفضل ما انتجـته الســـينما المصرية عن الفلاح والريف المصري. وليس كلنا يعرف، بالطبع، مدي قيمة وأهمية هذا الفيلم الخالد.. لـكن هناك مشاهد عديدة من الفيلم ما تزال عالقة بذهن وذاكرة المتفرج العربي من الخليج إلى المحيط فبالإضافة إلى أهمية هذا الفيلم الفنية والتقنية، فهو أيضاً فيـلم جماهـيري من الـدرجة الأولى.. إنه فيلم يحمل رؤية فنية وفكرية واضحة، ويتحدث عن الفلاح والأرض وضرورة الانتماء إليها.. وبالتـالي فهـو فيـلم يدعـو إلى الثـورة والـدفـاع عن مثـل هـذه المبادئ الإنسانية السامية.
 ولا ننسى أن نُذكر بان فيلم الأرض قد اختير ليتصدر قائمة أفضل عشرة أفلام في تاريـخ السيـنما المصـرية، وذلـك في إستـفـتاء أجـرته مجــلة «فنـون» المصرية في عام 1984. كتب السيناريو والحوار لفيلم «الأرض» الكاتب والصحفي والفنان «حسن فؤاد»، عن رواية بنفس الاسم للأديب «عبد الرحمن الشرقاوي».
 يحكي الفيلم عن نضال الفلاحين المصريين ضد الإقطاع في ثلاثينيات هذا القرن.. ولكنه في نفس الوقت يحمل - رغم بساطته التعبيرية - مضامين وإسقاطات على واقعـنا الحاضر، ويتحـدث عن صراعنا الحضـاري، ضمن رؤية سـياسـية واجتماعية عن الـواقــع المصري والعربي.
 ففي هـذه القـرية المصـرية الصغـيرة، يـدور صراع بين الفـلاحين، وعلى رأسـهم محمد أبوسويلم (محمود المليجي)، وبين الاقطاعيين، حول مـسألة الـرّي التي هي عصـب الحيـاة في كـل قرية زراعـية.. ومن الطبـيعي أن لا يتم انتصار الإقـطاعـيين إلا بمـسانـدة الدولة، عبر أجهـزتها الأمنـية والعـسكرية.. وبالـتالي لا يستطيع تحالف أهـالي القـرية (الفلاحين) أن يصـمد أمـام تحالف الإقـطاع والـدولة.. فقـد نجـح هذا التحالف الأخـير في إحداث انشقاق في وسط الفلاحين، يجد معه محمد أبو سويلم نفسه وحيداً في النهاية مع أقلية. وقد كان بوسع الانتصار أن يتم لأهالي القـرية لولا هـذا الانشقاق، والـذي حدث انطلاقاً من مواقع طبقية.. فالشيخ حسونة (يحي شاهين) مثلاً، وهو المناضل الذي يعيش علي أمجاده الوطنية السابقة، يتخلى في اللحظة الحاسمة عن موقعه النضالي المفترض، حتى يضمن مصلحته الخاصة، وكذلك المثقف والتاجر وغيرهم ممن خافـوا على مصالحـهم الفردية الخاصة.
 وهكذا تفشل انتفاضة الفلاحين في النهاية، بالرغم من اللقطة الأخيرة ذات الدلالات القوية والتي تحمل الأمـل كما تحمـل اليـأس في نفـس الوقت.. ولا يمكن لمن شاهد فيلم الأرض، أن ينسى تلك اللقطة الختامية ل«محمد أبوسويلم» وهو مكبل بالحبال والخيل تجرُّه على الأرض وهو يحاول التشبث بجذورها. إن الفـيلم بنـهايته هـذه يفتـح الباب على مصراعيه أمام سؤال كبير، يترك للمتفرج الإجابة عليه. 
 نحن إذن، في فيـلم الأرض، أمـام مضـمون قـوي يحـمل رؤيـة تقدمية عن ذلك الصراع الطبقي الحادث بين الفلاح والإقطاع في الفيلم.. وهذا المضمون، بالطـبع، يقف وراءه مخرج فنان ومثقف فيلسوف، يعد من بين الكبار في الوسط السينمائي المصري، فـ«يوسف شاهين» في هذا الفيلم قد توصل إلى جـودة فنـية وتعبـيرية لم يكـن قـد توصـل إليها في أيٍ من افلامه السابقة لهذا الفيلم.. فقد برز كلاعب حاذق بالكاميرا، إلى جانب حرفيته في إدارة من معه من فنيين وفنانين.. وقد شهد له العالم ولفيلمه بذلك.
 فعند الحديث عن الاستقبال الحار والنجاح الكبير الذي لقيه الفيلم، منذ عرضه الأول حتي يومنا هذا، فمن الأهم ذكر واستعراض آراء النقاد السينمائيين العالميـين عن فيلم الأرض.. حيث أن الفيلم، وخلال العشرين عاماً الماضية، عُرض في أكثر من مهرجان عالمي، وشارك في العديـد من الأسـابيع السـينمائية الخـاصة للفيـلم المصري والعربي في أغلب عواصم العالم في الشرق والغرب.

## رأي النقاد الغربيين
عُرض الفيلم في العديد من العواصم والمهرجانات العالمية ونال استحسان النقاد.
 فعُرض في مهـرجان «كان» وقال النـاقد الفرنسي كلود ميشيل «إنه من الضروري أن يعـرض المصريين افلامـهـم في المهرجانات، طالما أن لديهم مستوى الأرض الرفيع»
- النـاقد الفرنـسي جـي أنبـيل «إن الأرض يتـمـيز بصدقـه وأمـانـته وواقعيته النقدية الراقية»
- مـارسـيل مـارتـان «إن الأرض فيـلم ملـتزم تنـبـع شاعريته من رسالته الثورية.. وانه يفتح المجال العالمي للسيـنما المصرية.. وذلك الفـتح الذي تأخر كثيراً»
- النـاقد الفرنسي جـان لـوي بورمي في مجـلة الابزرفاتور «إن الأرض ليس حدثاً بالنسبة للسينما العربية وحدها ولكن بالنسبة للسينما العالمية أيضاً»
- الناقد السينمائي ماريو براون إن فيلم الأرض المصري يتميز بالموهبة، وإنه يعكس قصة الأرض والذين يزرعونها.. الأرض والذين يستفيدون منها.. الفلاحين وأبناء المدينة الفقراء.. والأغنـياء الأقـوياء.. والضعفاء...).
- «جيرارد كونستابل»: (إن فيـلم الأرض علامـة طريق في تـاريخ السينما المصرية، وهو جدير بإعجاب العالم مثل أفلام هوليوود وروما وباريس).

## أبرز المشاهد في الفيلم
- مشهد إخراج البقرة التي سقطت من الساقية ونزول رجال القرية لإخراجها وتكاتفهم يداً بيد وتوحدهم بعد عراك على حصة المياه واكتشافهم أن عراكهم يجب أن يُوجه للإقطاع والحكومة.
- المشهد الذي يجمع أبو سويلم بشباب القرية مع الشيخ حسونة ويحكي لهم كيف كان كفاحهم وهم شباب وأنهم لم يخافوا مثلما يحدث في هذا الوقت. ويتحمسون بعدها ويقومون بإلقاء الحديد في الترعة.
- مشهد الختام سقوط أبو سويلم وسحله على وجهه وتشبثه بالأرض ممسكاً عيدان القطن وامتزاج دمائه بالأرض ليرويها مع موسيقى على إسماعيل هذا المشهد يستحق أن يكون من أجمل مشاهد السينما العربية والعالمية.

## وصلات خارجية
- مقالات تستعمل روابط فنية بلا صلة مع ويكي بيانات

- صفحة الفيلم علي موقع السينما